# Mannen du gav mig
Mannen du gav mig (engelska: The Country Girl) är en amerikansk långfilm från 1954 i regi av George Seaton, med Bing Crosby, Grace Kelly, William Holden och Anthony Ross i rollerna. Filmen vann två Oscars, Grace Kelly för Bästa kvinnliga huvudroll och George Seaton för Bästa manus.

## Rollista
| Bing Crosby         | – Frank Elgin   |
| Grace Kelly         | – Georgie Elgin |
| William Holden      | – Bernie Dodd   |
| Anthony Ross        | – Philip Cook   |
| Gene Reynolds       | – Larry         |
| Jacqueline Fontaine | – Lounge Singer |
| Eddie Ryder         | – Ed            |
| Robert Kent         | – Paul Unger    |